# Inferno (musikfestival)
Inferno är en årlig extreme metal-festival som arrangeras på Rockefeller Music Hall och John Dee Live Club i Oslo i Norge. 
2008 års upplaga av festivalen uppdaterades till att bli en fyradagars festival. För att även yngre publik skulle kunna delta i viss mån var det ingen åldersgräns på onsdagens spelningar på Subscene. De band som spelade då var Slagmark, Cor Scorpii, norska Goat the Head och svenska Cult of Luna.
Inferno-festivalen 2010 arrangeras påskhelgen 31 mars-3 april 2010.

## Program

### 2011
- Alcest
- Altaar
- Akercocke
- Astaroth
- Atheist
- Aura Noir
- Ava Inferi
- Bhayanak Maut
- Caro
- Cease of Breeding
- Djerv
- Dornenreich
- Dødheimsgard
- Einherjer
- Exhumed
- Forbidden
- From Purgatory
- Gaza
- Gothminister
- Harm
- Haust
- Hideous Divinity
- Illdisposed
- Immortal
- Imperium Dekadenz
- Infernal War
- Insense
- Malevolent Creation
- Manifest
- March of Echoes
- Meshuggah
- Napalm Death
- Nidingr
- No Dawn
- Obliteration
- Okultokrapi
- Pentagram
- Resonaut
- Rikets Crust
- Rotten Sound
- Slavia
- Summon the Crows
- Soilent Green
- Temple of Baal
- The Farmhouse Killings
- The Kandidate
- Today is the Day
- Trap Them
- Urgehal
- Voivod

### 2010
- Belphegor
- Benediction
- Blodspor
- Como Muertos
- Death Angel
- Demonic Resurrection
- Deströyer 666
- Eyehategod
- Exumer
- Faustcoven
- Final Fantasy
- Finntroll
- Fortid
- Gravdal
- Ihsahn
- Irr
- Jarboe
- Kvelertak
- Madder Mortem
- Marduk
- Mayhem
- Mistur
- Mongo Ninja
- Monolithic
- Nachtmystium
- Necrophagist
- Nifrost
- Obscura
- Open Casket Terror
- Ram-Zet
- Ragnarok
- Sarkom
- Scribe
- Serenity Trace
- Shining
- Spearhead
- Svarttjern
- Taake
- The Kovenant
- The Psyke Project
- Thrones of Katarsis
- Torture Division
- Tribulation
- Vomitory
- Void ov Voices
- Årabrot

### 2009
- Azarath
- Code
- Black Comedy
- Blood Red Throne
- Carpathian Forest
- Deathhammer
- Dew-Scented
- Earth
- Episode 13
- Execration
- Grand Magus
- Helheim
- Kampfar
- Keep of Kalessin
- Koldbrann
- Kraanium
- Krypt
- Manhattan Skyline
- Mencea
- Meshuggah
- Negură Bunget
- Ørkenkjøtt
- Pantheon I
- Paradise Lost
- Pestilence
- Ramesses
- Root
- Sahg
- Samael
- Sarke
- Septic Flesh
- Seregon
- Swallow the sun
- Taetre
- Terrordrome
- The Batallion
- Troll
- Unearthly Trance
- Vicious Art
- Vulture Industries
- Vreid
- Vörgus
- Warlord UK
- Årabrot

### 2008
- 1349
- Axegressor
- Benighted
- Behemoth
- Burst
- Cor Scorpii
- Cult of Luna
- Dead to This World
- Deject
- Den Saakaldte
- Destruction
- Diskord
- Drone
- Gallhammer
- Goat the Head
- Gorefest
- Gorgoroth
- In Vein
- Insense
- Iskald
- Karaoke from Hell
- Krux
- Käthe Kollwitz
- Mortal Sin
- Negurá Bunget
- Obsidian Throne
- Onslaught
- Overkill
- Ramesses
- Sahg
- Satyricon
- Shining
- Skitliv
- Slagmark
- The Batallion
- Tristania
- Tulus
- Unleashed
- Urgehal
- Vreid
- Whip

### 2007
- Anaal Nathrakh
- Blood Tsunami
- Brutal Truth
- Dark Funeral
- Dødheimsgard
- Fatal Demeanor
- God Dethroned
- Ground Zero System
- Hecate Enthroned
- Immortal
- Karkadan
- Koldbrann
- Legion of the Damned
- Lobotomized
- Moonspell
- Norwegian Metal All-Stars
- Paradigma
- Primordial
- Ravencult
- Red Harvest (efter att Sabbat ställde in)
- Resurrected
- Rotten Sound
- Sigh
- Sodom
- Suffocation
- Tiamat
- Trinacria
- Unspoken
- Watain
- Zyklon

### 2006
- Battered
- Bloodthorn
- Bolt Thrower
- Borknagar
- Carpathian Forest
- Cathedral
- Demonizer
- Disiplin
- Dismember
- Emperor
- Endstille
- Face Down
- Funeral
- Imbalance
- Keep of Kalessin
- Khold
- Legion
- Manngard
- Marduk
- Myrkskog
- Nightrage
- Rimfrost
- Sahg
- Susperia
- System:Obscure
- The Deviant
- Usurper
- Vesen
- Waklewören
- Whitchcraft

### 2005
- Amon Amarth
- Arcturus
- Aura Noir
- Candlemass
- Chton
- Deceiver
- Dissection
- Gehenna
- Grave
- Green Carnation
- Grimfist
- Goatlord
- Gorelord
- Hatesphere
- Horricane
- Lamented Souls
- Morbid Angel
- Mortiis
- Nebular Mystic
- Naer mataron
- Obliteration
- Seth
- She Said Destroy
- Slogstorm
- Sunn O)))
- Tsjuder
- Taakeferd
- Vreid
- Zeenon

### 2004
- Aborym
- Aeternus
- Asmegin
- Decapitated
- Defiled
- Dimension F3h
- Disiplin
- Enslaved
- Forgery
- Gorgoroth
- Helheim
- Holy Moses
- Khold
- Konkhra
- Manes
- Manifest
- Mayhem
- Maze of Torment
- Mercenary
- MindGrinder
- My Dying Bride
- Myrkskog
- Pawnshop
- Rotting Christ
- Sadus
- Sinners Bleed
- Susperia
- Tonka

### 2003
- 1349
- Alsvartr
- Audiopain
- Belphegor
- Cadaver
- Children of Bodom
- Deride
- Entombed
- Exmortem
- Grand Alchemist
- Immortal
- Koldbrann
- Lost at Last
- Lumsk
- Madder Mortem
- N.C.O
- Necrophagia
- Opeth
- Perished
- Ragnarok
- Raise Hell
- Red Harvest
- Runemagick
- Shadows Fall
- Sirenia
- Soilwork
- The Allseeing I
- The Kovenant
- Taake
- Vader

### 2002
- 1349
- Aeternus
- Agressor
- Behemoth
- Black Comedy
- Blood Red Throne
- Carpathian Forest
- Dimmu Borgir
- Eternal Silence
- Lock Up
- Lost in Time
- Lowdown
- Manatark
- Minas Tirith
- Nocturnal Breed
- Scariot
- Source of Tide
- Vintersorg
- Windir
- Witchery
- Zection 8

### 2001
- Audiopain
- Bloodthorn
- Borknagar
- Burning Rubber
- Cadaver Inc
- Crest of Darkness
- Cybele
- Enslaved
- Farout Fishing
- Gehenna
- Hades Almighty
- Khold
- M-Eternal
- Pain
- Peccatum
- RAM-ZET
- Red Harvest
- Susperia
- Tidfall
- Trail of Tears
- Witchery
- Zeenon
- Zyklon